# Phare du cap Hinchinbrook
Le phare du cap Hinchinbrook est un phare situé à l'extrémité sud de l'île Hinchinbrook près de la baie du Prince-William en Alaska.

## Histoire
Le premier phare à cet emplacement a été achevé en 1910, il marquait l'entrée dans la baie du Prince-William, un feu temporaire avait auparavant  été installé en 1909.
Un tremblement de terre en 1927 ayant ébranlé les falaises qui lui servaient de fondations, un nouveau phare a été construit, sous forme de tour octogonale, et terminé en 1934. Il a été automatisé en 1974 avec l'adjonction d'une lampe à énergie solaire, tandis que la lentille de Fresnel d'origine était transportée au Valdez Heritage Center, musée de Valdez.
En 2005 le phare a été inscrit au Registre national des lieux historiques. Il est actuellement opérationnel pour l'aide à la navigation.

## Sources
- (en) USCG

- (en) Cet article est partiellement ou en totalité issu de l’article de Wikipédia en anglais intitulé « Cape Hinchinbrook Light » (voir la liste des auteurs).